# Bupleurum regelii
Bupleurum regelii är en flockblommig växtart som beskrevs av O.A.Lincz. och V.M.Vinogr. Bupleurum regelii ingår i släktet harörter, och familjen flockblommiga växter. Inga underarter finns listade i Catalogue of Life.